# Litauischer Schülerbund
Der Litauische Schülerbund (lit. Lietuvos moksleivių sąjunga, LMS) ist eine öffentliche, ehrenamtliche, gemeinnützige Vereinigung litauischer Schülerselbstverwaltungen und eine öffentliche Einrichtung mit finanzieller, organisatorischer und rechtlicher Unabhängigkeit.
LMS ist seit 2000 Mitglied von Organizing Bureau of European School Student Unions und Nord Scholars Student Organization (NSSO), seit 2003 von International Union of Students. LMS ist Mitglied auch von LiJOT.
Leiterin ist Akvilė Burneikaitė. Der Sitz befindet sich in der litauischen Hauptstadt Vilnius, Konstitucijos prospektas 25, LT-08105.